# Klakahrejo
Klakahrejo is een bestuurslaag in het regentschap Soerabaja van de provincie Oost-Java, Indonesië. Klakahrejo telt 5242 inwoners (volkstelling 2010).